# Vigília

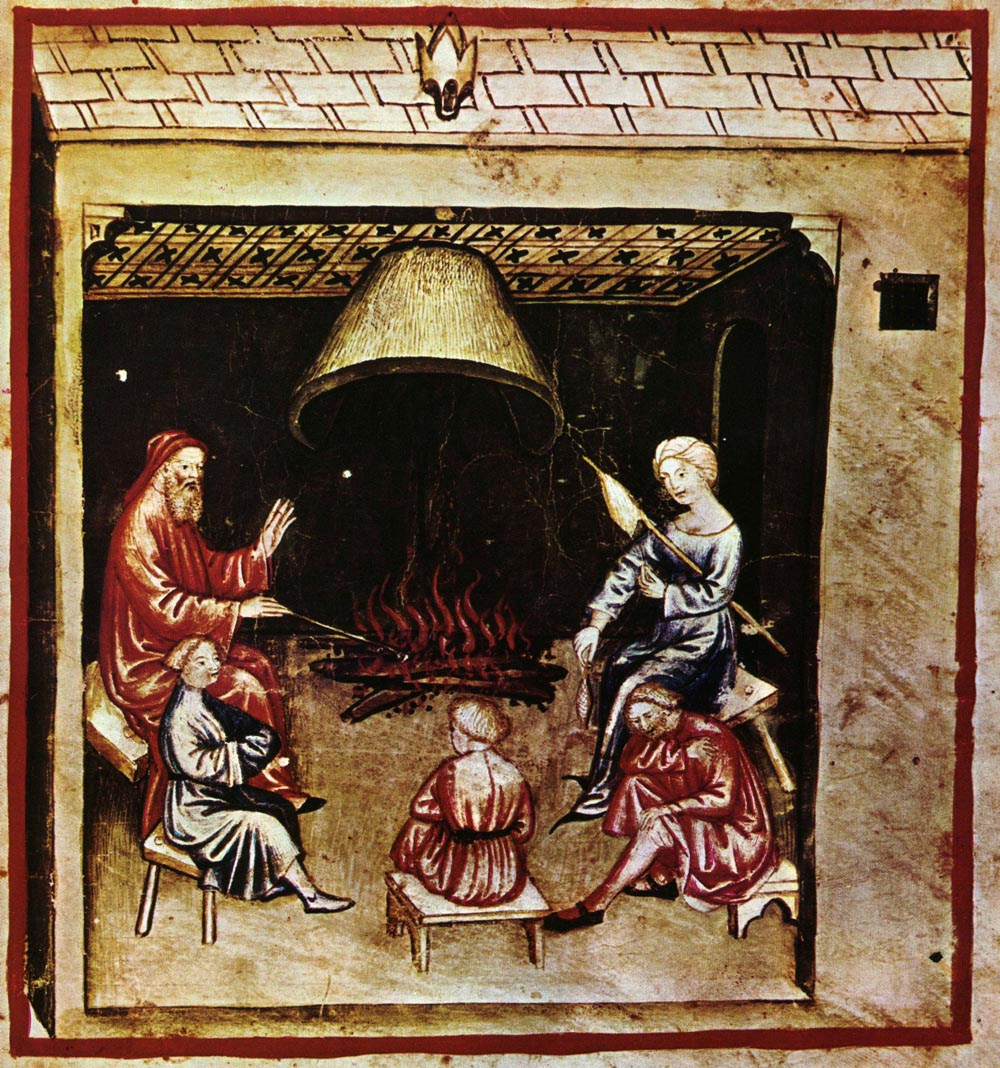
Vigília, Tacuinum Sanitatis Casanatensis (século XIV)

Vigília (do latim vigilia, "guarda" ou "vigia") é um estado ordinário de consciência, complementar ao estado de sono, ocorrente no ser humano e em outros seres vivos, em que há máxima ou plena manifestação da actividade perceptivo-sensorial e motora voluntária. Ao dizer-se complementar, em conjugação com ordinário, quer-se significar, tão somente, que tais estados de consciência alternam-se e complementam-se ordinariamente.

## Ondas cerebrais no estado de vigília
O estado de vigília é caracterizado por um padrão de ondas cerebrais típico, com ocorrência de ondas mentais beta (de maior frequência), essencialmente diferente do padrão do estado de sono.

## Significadobíblicodo termo
Na Bíblia, os Israelitas dividiam a noite em três vigílias (com a acepção de períodos noturnos em que se permanece acordado vigiando), sendo cada uma de quatro horas (Livro dos Juízes, capítulo 7, versículo 19); já os Romanos dividiam-na em quatro vigílias, com 3 horas cada uma (Evangelho segundo Mateus, capítulo 14, versículo 25).